# North Bennington
North Bennington – wieś w Stanach Zjednoczonych, w stanie Vermont, w hrabstwie Bennington.